# Batalles de Lexington i Concord
Les batalles de Lexington i Concord van ser uns enfrontaments armats entre el Regne de la Gran Bretanya i les Tretze Colònies de l'Amèrica del Nord britànica que es van produir el 19 d'abril de 1775 al Comtat de Middlesex, Massachusetts, en els pobles de Lexington, Concord, Lincoln, Arlington i Cambridge. Aquests successos van suposar un punt de no retorn i van marcar l'inici de la Guerra d'Independència dels Estats Units.

## Antecedents
Boston era el centre de l'activitat revolucionària i el 1774 la corona britànica dissolgué per llei el govern local. La resistència popular a aquestes mesures va obligar a dimitir els funcionaris reials nomenats a Massachusetts o buscar refugi a Boston. El tinent general Thomas Gage, comandant en cap de l'exèrcit britànic d'Amèrica del Nord, va rebre el gener de 1775 ordres des de Londres de prendre mesures decisives per acabar amb la revolta, i va enviar quatre regiments de soldats britànics (uns 4.000 homes) a Boston, però el camp estava en mans dels revolucionaris.
La nit del 18 d'abril de 1775 Thomas Gage va enviar 700 soldats regulars de l'exèrcit britànic, incloent Marines Reials i Artilleria Reial, que sota el comandament del Tinent Coronel Francis Smith procediren a la captura i destrucció d'algunes posicions militars i apoderar-se de les municions emmagatzemades per milícia de la província de la Badia de Massachusetts a Concord. El doctor Joseph Warren va preveure aquest moviment setmanes abans i va posar fora de perill tant persones com objectes materials. També van conèixer els plans exactes d'atac dels britànics la nit anterior al 19 d'abril perquè alguns genets, entre ells Paul Revere, van poder donar l'alerta.

## Batalla
Els primers trets es van efectuar quan el sol tot just estava sortint a Lexington, on la milícia va ser delmada, i va haver de retirar-se ràpidament.
En l'Old North Bridge de Concord va haver-hi enfrontaments en els quals els milicians van poder resistir i van derrotar tres companyies de tropes reials. Els soldats britànics van haver de retirar-se després d'una batalla campal contra els Minutemen a camp obert. La Milícia de la província de la Badia de Massachusetts, els Minutemen van arribar aviat, i van produir seriosos danys als regulars britànics mentre aquests es retiraven a Boston. No obstant això, durant la seva retirada l'expedició de Francis Smith va ser protegida i rescatada per reforços dirigits per Hugh Percy.

## Conseqüències
1700 homes van tornar a Boston en una retirada en la que els britànics no van saber mantenir les seves línies d'actuació en secret ni dur a terme accions amb velocitat, i van sofrir forts atacs, però la majoria dels regulars britànics va arribar a Boston, on l'ocupació de diferents àrees entorn d'aquesta ciutat marcà l'inici del setge de Boston.
Ralph Waldo Emerson, quan va escriure l'Himne de Concord, va descriure els primers trets dels colonials com «trets que es van sentir arreu del món».